# Nureci
Nureci település Olaszországban, Szardínia régióban, Oristano megyében. Lakosainak száma 314 fő (2023. január 1.). Nureci Assolo, Genoni, Senis és Laconi községekkel határos.

## Népesség
A település lakossága az elmúlt években az alábbi módon változott:
| Lakosok száma | 360  | 357  | 314  |
|               | 2017 | 2018 | 2023 |